# لی فرانک
لی فرانک (انگلیسی: Leigh Franks؛ زادهٔ ۷ مارس ۱۹۹۱) بازیکن فوتبال اهل بریتانیا است.
از باشگاه‌هایی که در آن بازی کرده‌است می‌توان به باشگاه فوتبال فلیتوود، باشگاه فوتبال آکسفورد یونایتد، باشگاه فوتبال هروگیت تاون، باشگاه فوتبال آلفرتون تاون، باشگاه فوتبال هادرزفیلد تاون، و باشگاه فوتبال اسکاربرو اتلتیک اشاره کرد.